# Miguel Capuccini
Miguel Capuccini (5 de gener de 1904 - 9 de juny de 1980) fou un futbolista uruguaià. Va formar part de l'equip uruguaià a la Copa del Món de 1930, però no va jugar cap partit del torneig. Jugava de porter.
A nivell de clubs jugà al Montevideo Wanderers i al CA Peñarol (1928-1934), amb qui guanyà la lliga uruguaiana de 1929.